# لوسی پیندر
لوسی کاترین پیندر (به انگلیسی: Lucy Katherine Pinder) (زاده ۲۰ دسامبر ۱۹۸۳) هنرپیشه و مدل سابق گلامور بریتانیایی است که بیشتر به خاطر حضور در مجله‌هایی همچون ناتس مشهور است.
لوسی پیندر در تابستان ۲۰۰۳، توسط عکاسی به نام لی ایرله در حین حمام آفتاب در سواحل بورنه مات کشف شد و از آن زمان تا به حال به یکی از موفق‌ترین گلامور مدل‌های ده سال اخیر تبدیل شده‌است.

## پیشه مدلینگ
در اواسط سال ۲۰۱۱، پیندر در سواحل بورنموث یک عکاس آزاد، لی ارل، از وی عکاسی کرد و نتیجه این تصاویر، یک قرارداد حرفه‌ای مدلینگ با روزنامه مصور دیلی‌استار شد.
پیندر عموماً با میشل مارش، که در مجلات و تلویزیون حضور داشته‌است، همکاری می‌کرد. وی همچنین با مدل‌های گلامور دیگری همچون دنیل للوید، سوفی هوارد، جینا دفی، لیندسی استرات و ساسکیا هوارد-کلارک در مجلات مختلف حضور داشته‌است. فوتوشوت‌های پیندر در مجلاتی همانند لودد، ماکسیم، ناتز، زوو، کارنوسر، رد لاین و فست کار به چاپ رسیده‌است. وی همچنین در تبلیغات برجسته‌ای برای پلی‌استیشن ۲، کتاب اول و نشنال لاتری حضور داشته‌است.
پیندر در چند سال اولیه حرفه‌اش، برخلاف دیگر مدل‌های گلامور، سینه‌هایش را کامل به نمایش نمی‌گذاشت و معمولاً نوک سینه‌هایش را با دست یا مو می‌پوشاند. در زمانی که در مجلات به نمایش قسمتی از هاله‌های دور پستانش می‌پرداخت، اولین فوتوشوت‌هایش با سینه‌های کاملاً برهنه در مجله ناتز در آوریل ۲۰۰۷ منتشر شد. در مصاحبه ضمیمه او اعلام کرد که در ابتدا تمایلی به نمایش کامل سینه‌هایش نداشته‌است. او دلیل این موضوع را این گونه بیان کرد که «به‌خاطر طریقی که من در ساحل کشف شدم و این موضوع یک‌باره اتفاق افتاد، بیرون آوردن و نمایش کامل [سینه‌هایم] مقداری دلهره‌آور بود.»
پیندر هم‌اکنون یک ستون هفتگی پیشنهادی با عنوان صداقت دربارهٔ زنان در ناتز منتشر می‌کند. او همچنین یک حرفه تلویزیونی را نیز آغاز کرده‌است. او همچنین در نوامبر ۲۰۱۰ اعلام کرد که در یک ستون هفتگی برای Laid.co.uk برای پاسخ به سوالات خوانندگان می‌نویسد.

## حرفه تلویزیونی
پیندر در سری‌های تلویزیونی همچون اسکای لیوینگ، اسکای اسپورت و ویکست لینک حضور داشته‌است. وی همچنین از سپتامبر ۲۰۰۷، در یک شوی تلویزیونی با نام کتاب‌ها و وقت خواب در شبکه ناتز تی‌وی به اجرا می‌پردازد. او همچنین در ام‌تی‌وی حضور داشته‌است. در فوریه ۲۰۰۸، پیندر یک تک‌جلوه به همراه میشل مارش در هتل بابل برای بی‌بی‌سی وان ساخت. او همچنین کاور دی‌وی‌دی و فوتوشوت‌های زیادی برای مجلاتی همچون لودد و ماکسیم انجام داه است.

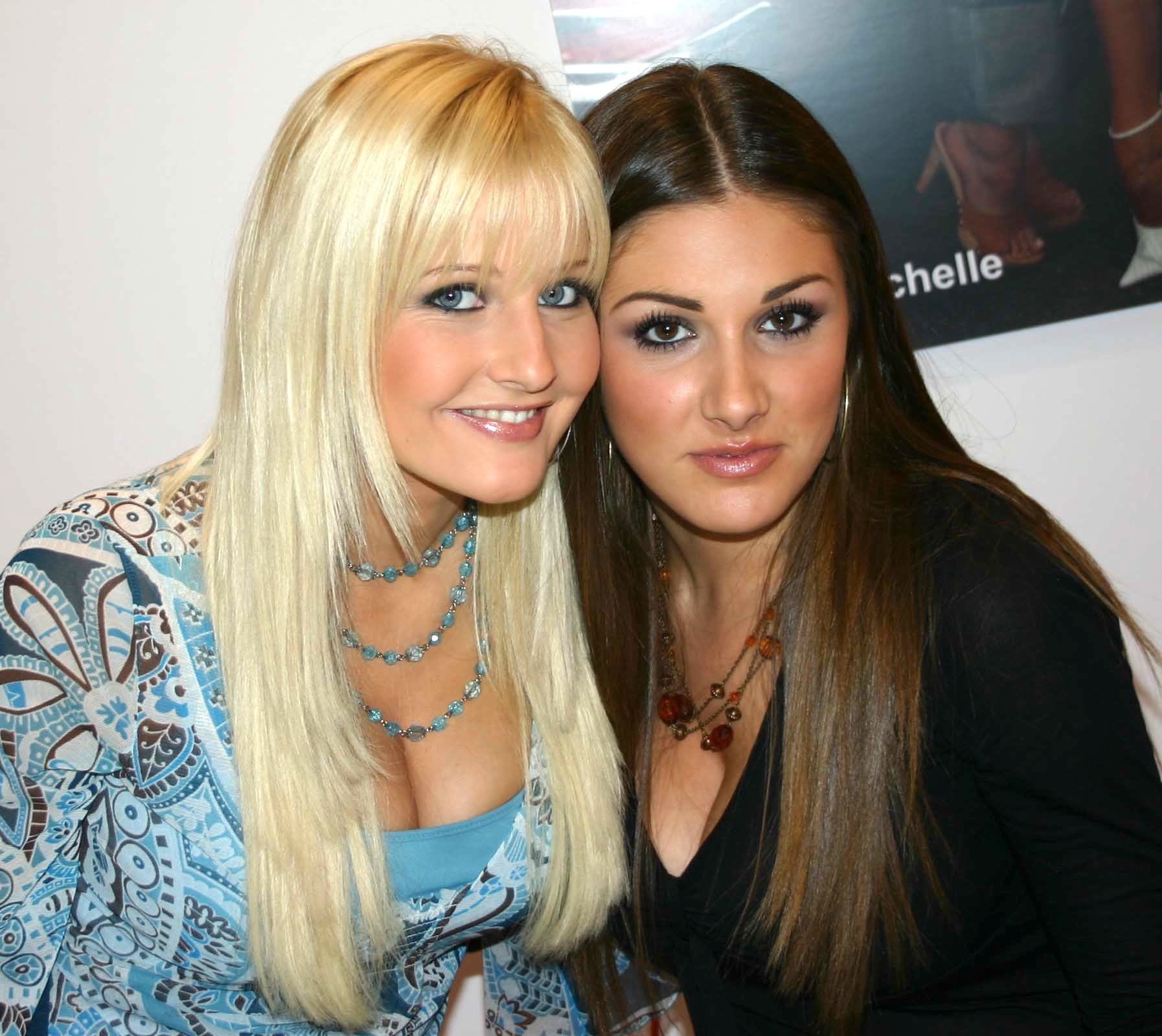
پیندر (راست) با میشل مارش

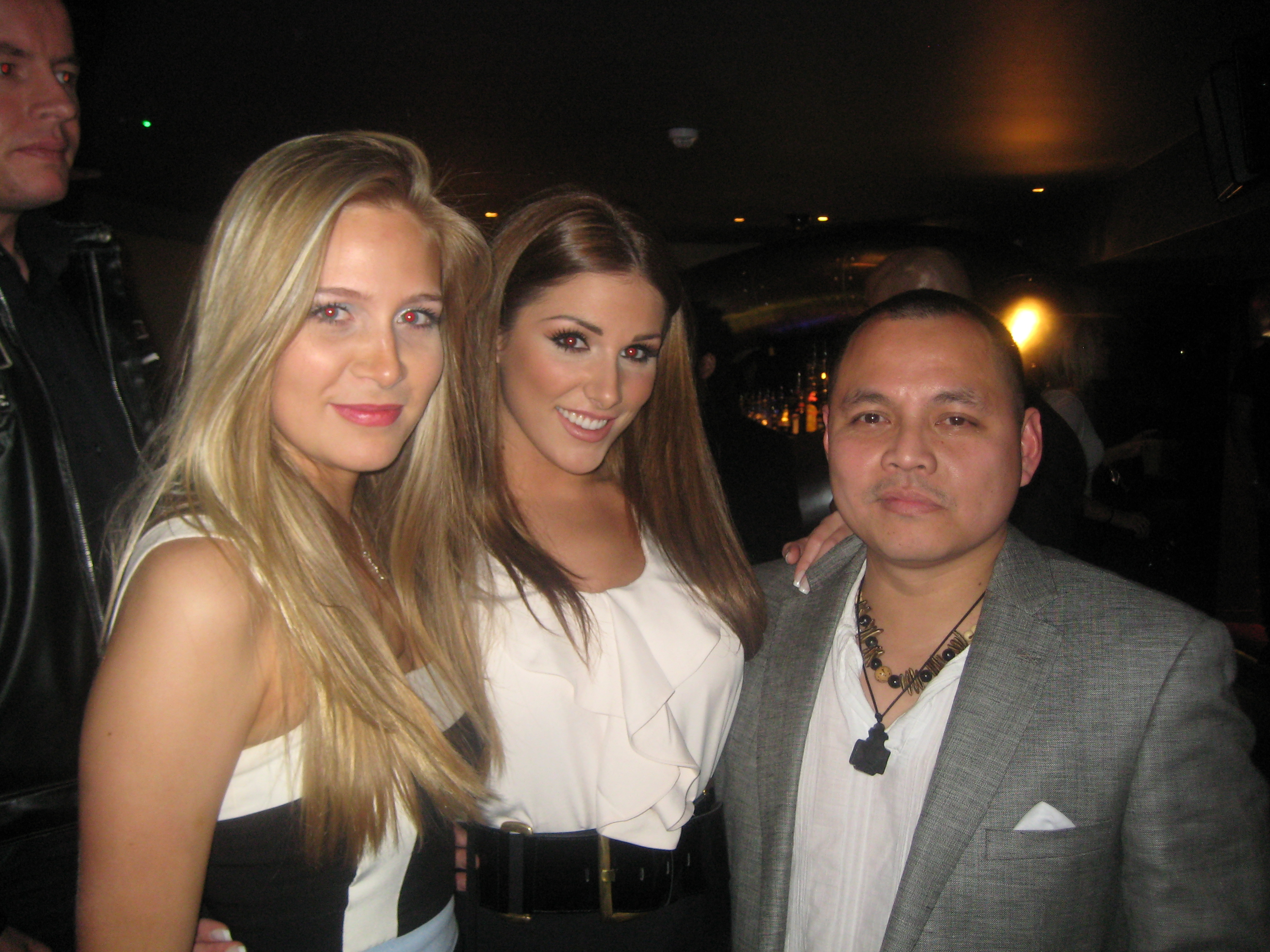
میهمانی ناتز، فوریه ۲۰۰۹، پیندر (وسط) با دوستان

### اجراهای تلویزیونی
- Dream Team (اپیزود نامعلوم، ۲۰۰۴) … خودش
- I'm Famous and Frightened! (اپیزود نامعلوم، ۲۰۰۴) .... خودش
- Soccer AM (یک اپیزود، "31 December 2005" ۲۰۰۵) .... خودش
- Bo! in the USA (یک اپیزود، ۲۰۰۶) .... خودش
- The Weakest Link (UK game show)|The Weakest Link (یک اپیزود، "Wags and Glamour", ۲۰۰۷) .... خودش
- Greatest Ever Disaster Movies (۲۰۰۷) (تله‌فیلم) .... خودش
- Hotel Babylon (یک اپیزود، "سری سوم، اپیزود اول", ۲۰۰۸) .... خودش
- Book at Bedtime with Lucy Pinder (حدود سی اپیزود، ناتز تی‌وی، ۲۰۰۷) .... خودش، به عنوان مجری
- شوی زنده ناتز تی‌وی (۹ اپیزود، ۲۰۰۸) .... خودش، به عنوان مجری
- Overexposed، ناتز تی‌وی (۲۰۰۸) .... خودش، به عنوان مجری
- Make Me A Glamour Model, ناتز تی‌وی (۹ episodes, 2008) .... خودش، به عنوان مجری و پانلیست
- Pinder and Pearson's Late Night Love-in (۵ اپیزود، ۲۰۰۸) .... خودش، به عنوان مجری
- Celebrity Big Brother (۲۰۰۹)
- The Real Hustle Undercover, (۲۰۱۰) .... نیکول

## بخشی از فیلمشناسی
از فیلم‌ها یا برنامه‌های تلویزیونی که وی در آن نقش داشته‌است می‌توان به آثار زیر اشاره کرد.
- عصر کشتن (۲۰۱۵)
- هتل بابل (۲۰۰۸)

## خیریه
او همچنین در فعالیت‌های خیریه همچون استفاده از فوتبال، برای مبارزه با فقر و بیماری در کشورهای در حال توسعه انجام داده‌است.